# Zelotomys woosnami
Zelotomys woosnami  (Schwann, 1906) è un roditore della famiglia dei Muridi diffuso nell'Africa meridionale.

## Descrizione

### Aspetto
Roditore di piccole dimensioni, con la lunghezza totale tra 208 e 264 mm, la lunghezza della coda tra 97 e 122 mm, la lunghezza del piede tra 24 e 28 mm, la lunghezza delle orecchie tra 16 e 20 mm e un peso fino a 62 g.
La pelliccia è fine e setosa. Le parti dorsali variano dal grigio fumo al grigio pallido, cosparse di peli nerastri, i fianchi sono più chiari senza peli più scuri, mentre le parti ventrali e il dorso delle zampe sono bianchi. La coda è più corta della testa ed è uniformemente bianca.

## Biologia

### Comportamento
È una specie terricola, notturna e solitaria. Costruisce sistemi complessi di tane e cunicoli. Talvolta si arrampica agilmente sugli alberi.

### Alimentazione
Si nutre prevalentemente di parti vegetali e insetti. Presumibilmente sono anche carnivori.

### Riproduzione
Le femmine danno alla luce 5-11 piccoli tra dicembre e marzo.

## Distribuzione e habitat
Questa specie è diffusa nelle province sudafricane del Capo settentrionale e del Nord-Ovest settentrionali; Botswana, Namibia orientale e Angola meridionale.
Vive nelle savane secche del Kalahari. Si trova principalmente nei letti di fiumi secchi e in zone con prevalenza di Acacia su terreni fangosi calcarei o argillosi.

## Conservazione
La IUCN Red List, sebbene sia presente in piccolo numero in un areale esteso e privo di maggiori minacce, classifica Z.woosnami come specie a rischio minimo (Least Concern).